# Нігерзавр
Нігерзавр (лат. Nigersaurus — «ящір із Нігеру») — рід динозаврів з ряду завроподів, родини Rebbachisauridae, що мешкав на Землі в середині крейдового періоду (115—105 млн років тому). Відкритий в районі Гадуфауа формації Ельрхаз на території Республіки Нігер. Вперше викопні рештки були описані в 1976 році, назву було дано лише в 1999 році. Типовий і єдиний відомий вид — Nigersaurus taqueti, названий на честь палеонтолога Філіпа Таке.
Нігерзавр досягав 9 метрів довжини і важив близько 4 тонн, що для завроподів можна назвати середніми розмірами. Скелет ящера був пневматизований, мав багато повітряних порожнин. Інші особливі риси — великі черепні вікна, тонкі кістки та широка морда. Щелепи, ймовірно, мали кератинову оболонку.
Нігерзавра та його найближчих родичів відносили до підродини Nigersaurinae в межах родини Rebbachisauridae і надродини Diplodocoidea. Нігерзавр, ймовірно, жив у заплавах річок і харчувався м'якою низькорослою рослинністю, опускаючи голову. Свій ареал він поділяв із іншими великими травоїдними динозаврами, а також тероподами і крокодиломорфами. Незважаючи на те, що мозок нігерзавра мав такий же розмір, як і у багатьох інших динозаврів, відділ, який відповідає за нюх, був майже нерозвинений.

## Опис

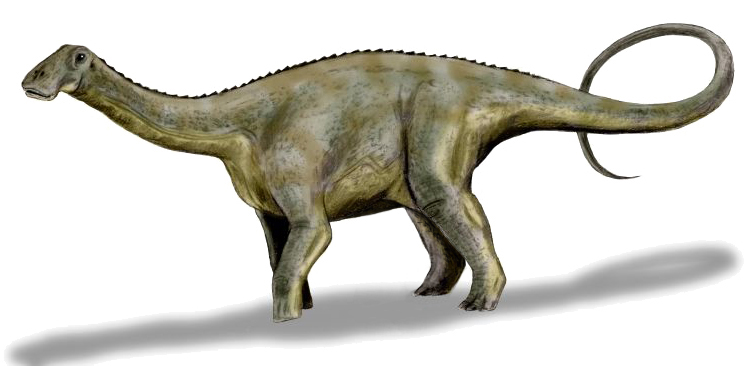
Реконструкція прижиттєвого вигляду

Як і всі завроподи, нігерзавр був чотириногим представником мегафауни, з маленькою головою, товстими задніми ногами і значним хвостом. Проте, за мірками своєї клади, цей ящір був досить невеликим — довжина його тіла становила лише 9 метрів, а стегнова кістка досягала всього одного метра в довжину. Важив нігерзавр, ймовірно, близько чотирьох тонн, приблизно як сучасний слон. У порівнянні з іншими завроподами його шия була відносно короткою, як майже у всіх представників родини Rebbachisauridae. Вона містила 13 хребців.
Пресакральні хребці (тобто відділ хребта перед крижовою кісткою) були пневматизовані настільки, що хребетний стовп складався з порожнистих утворень, схожих на мушлі, кожне з яких було розділене посередині тонкою септою. До складу хребта входила губчаста кісткова тканина, внаслідок чого в кісткових пластинах утворювалися порожнини, заповнені повітрям. Через широкі повітряні мішки невральна дуга була скорочена і складалася з серії тонких перетинок, кожна з яких була менше двох міліметрів в товщину. Тільки в хвостових хребцях внутрішня частина не була порожнистою. Кістки тазу і плечового пояса також були дуже тонкими — лише кілька міліметрів завтовшки. Зате кінцівки нігерзавра, як і у інших завроподів, були надзвичайно міцними, на відміну від легкої конструкції інших частин скелета. Кінцівки не мали настільки характерних особливостей, як інші частини тіла. Довжина передніх ніг нігерзавра становила, приблизно, дві третини від довжини задніх, що простежується у більшості Diplodocoidea.

### Череп

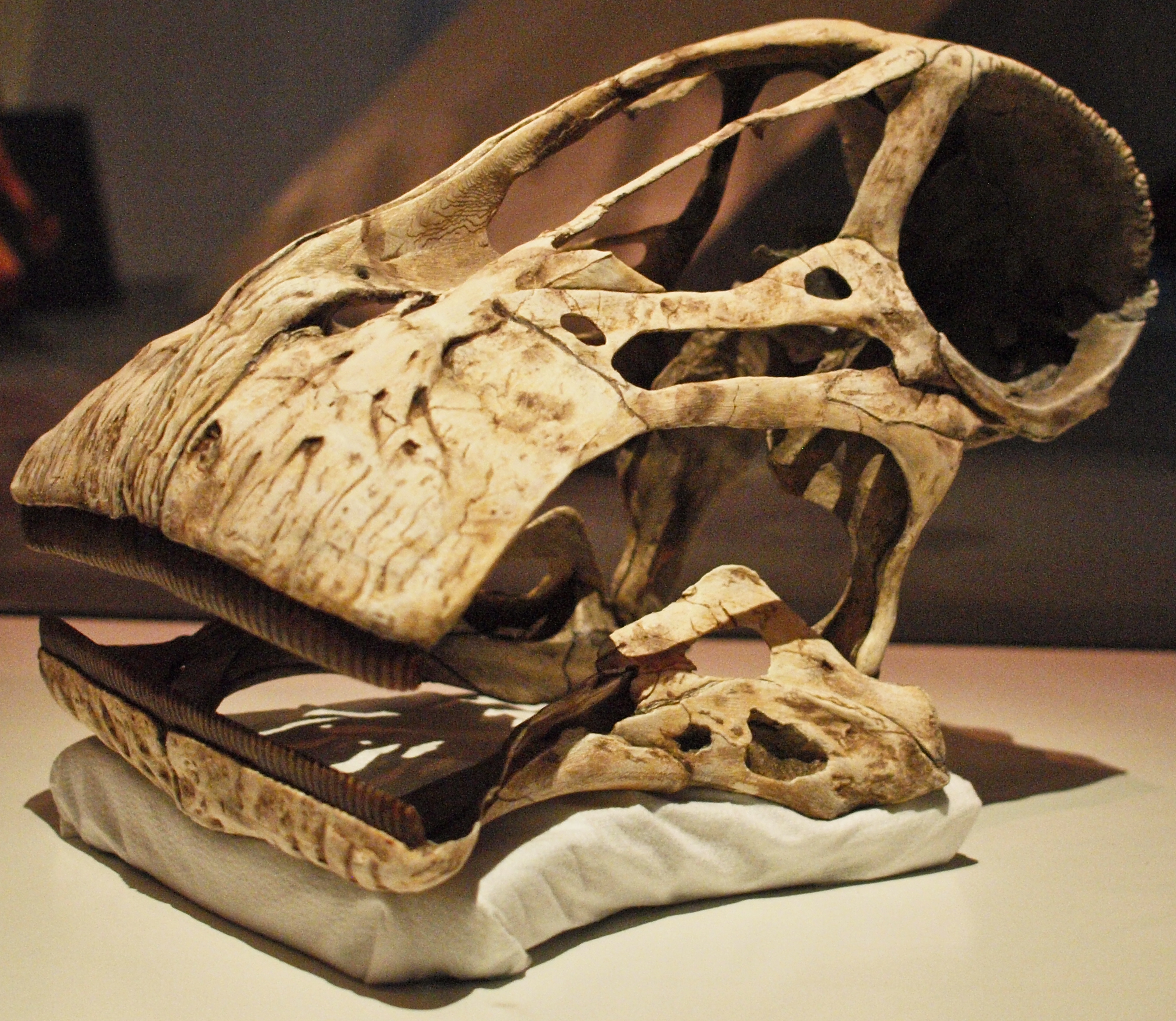
Зліпок черепа, Королівський музей Онтаріо

Череп нігерзавра був досить крихким, він мав чотири вікна (отвори), більших, ніж у всіх інших завроподоморфів. Загальна площа кістки, що з'єднувала морду з задньою частиною черепа, дорівнювала лише 1 см². Зазвичай ця кістка була завтовшки менше 2 міліметрів. Проте череп нігерзавра був досить стійкий до регулярних жувальних навантажень. Ще однією властивістю, що відрізняє цього ящера від інших завроподоморфи, були закриті скроневі вікна. Ніздрі цього динозавра були подовжені. Незважаючи на те, що ще не вдалося виявити всі носові кістки нігерзавра, припускають, що у нього передній край ніздрі розташовувався ближче до кінця морди, ніж у інших Diplodocoidea. Сама морда була пропорційно коротше; лише частина зубного ряду була прогнатичною, а кінець морди не надто виступав відносно іншої частини зубного ряду. Всі зуби на верхній щелепі мали нахил в поперечному напрямку, задній нахил був менше звичайного (менше 90 °). Аналогічні особливості мав нижньощелеповий ряд зубів. Таким чином, зуби нігерзавра розташовувалися ближче до передньої частини морди, ніж у будь-якого іншого відомого чотириногого.
Тонкі зуби нігерзавра мали коронки злегка загнутої форми, овальні в поперечному перерізі. Зуби на нижній щелепі, ймовірно, були на 20-30 % менше верхньощелепних, проте палеонтологам вдалося виявити лише кілька зубів ящера, до того ж вік особини, якій вони належали, невідомий. Незважаючи на відмінності в розмірах, верхньощелепні і нижньощелепні зуби були ідентичні за своєю будовою. Під кожним зубом всередині щелепи розташовувався ряд з дев'яти запасних. Всього таких рядів було 68 на верхній щелепі і 60 на нижній (їх називають дентальними або зубними батареями і також знаходили у гадрозаврові і цератопсів), тобто загалом нігерзавр мав 500 зубів. Дентальні батареї не розташовувалися окремо, а утворювали єдиний суцільний ряд. Емаль зубів цього динозавра була асиметрична: на зовнішній стороні вона була в десять разів товщою, ніж на внутрішній. Крім нігерзавра така особливість була характерна тільки для просунутих птахотазових.
Нігерзавр не мав тих особливостей, які простежувалися у інших динозаврів з дентальними батареями або ссавців з високорозвиненими жувальними пристроями. Його нижня щелепа мала П-подібну форму: передня частина мала субциліндричну форму і несла зуби, а ззаду до неї прикріплювалися дві легкі гілки (лат. rami mandibulae), до яких кріпилися м'язи. У щелепах було кілька отворів, п'ять із яких не характерні для жодного іншого представника завроподів. На передніх кінцях щелеп є виїмки, що вказують на наявність кератинової оболонки. Нігерзавр — єдина тварина, у якого щелепи були ширше черепа, а що ближче зуби розташовувалися до кінця морди, то більші розміри вони мали. Морда нігерзавра була ширше навіть ніж у «качконосих» динозаврів — гадрозавридів.

## Історія вивчення

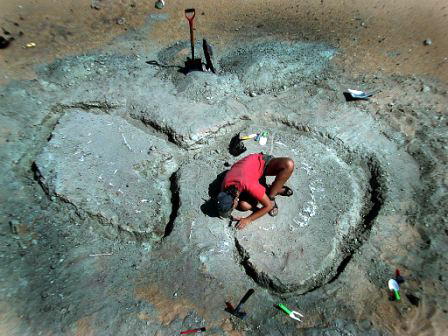
Розкопки 2000 року

Нігерзавр відомий за залишками, виявленими в формації Ельрхаз в районі під назвою Гадуфауа Республіка Нігер. Нігерзавр — одне з найхарактерніших хребетних в цій формації. Залишки, що приписуються нігерзавру, вперше були виявлені під час експедиції 1965—1972 років, очолюваної французьким палеонтологом Філіпом Таке і вперше про знахідку було згадано в публікації 1976 року. Незважаючи на своє поширення, цей рід був маловідомий поки в ході експедицій 1997 і 2000 років американський фахівець Пол Серено зібрав значно більшу кількість скам'янілого матеріалу. Ще однією причиною малої кількості відомостей про цей рід динозаврів може бути той факт, що його залишки погано збереглися внаслідок крихкості і пневматизации черепа та інших частин скелета (це призводило до руйнування скам'янілостей). Деякі скам'янілі кістки черепа були настільки тонкі, що крізь них могли проходити яскраві світлові пучки. Таким чином досі не було знайдено жодного неушкодженого черепа або повного скелета цього динозавра. Проте серед усіх Rebbachisauridae саме на нігерзавра припадає найбільша кількість скам'янілого матеріалу.

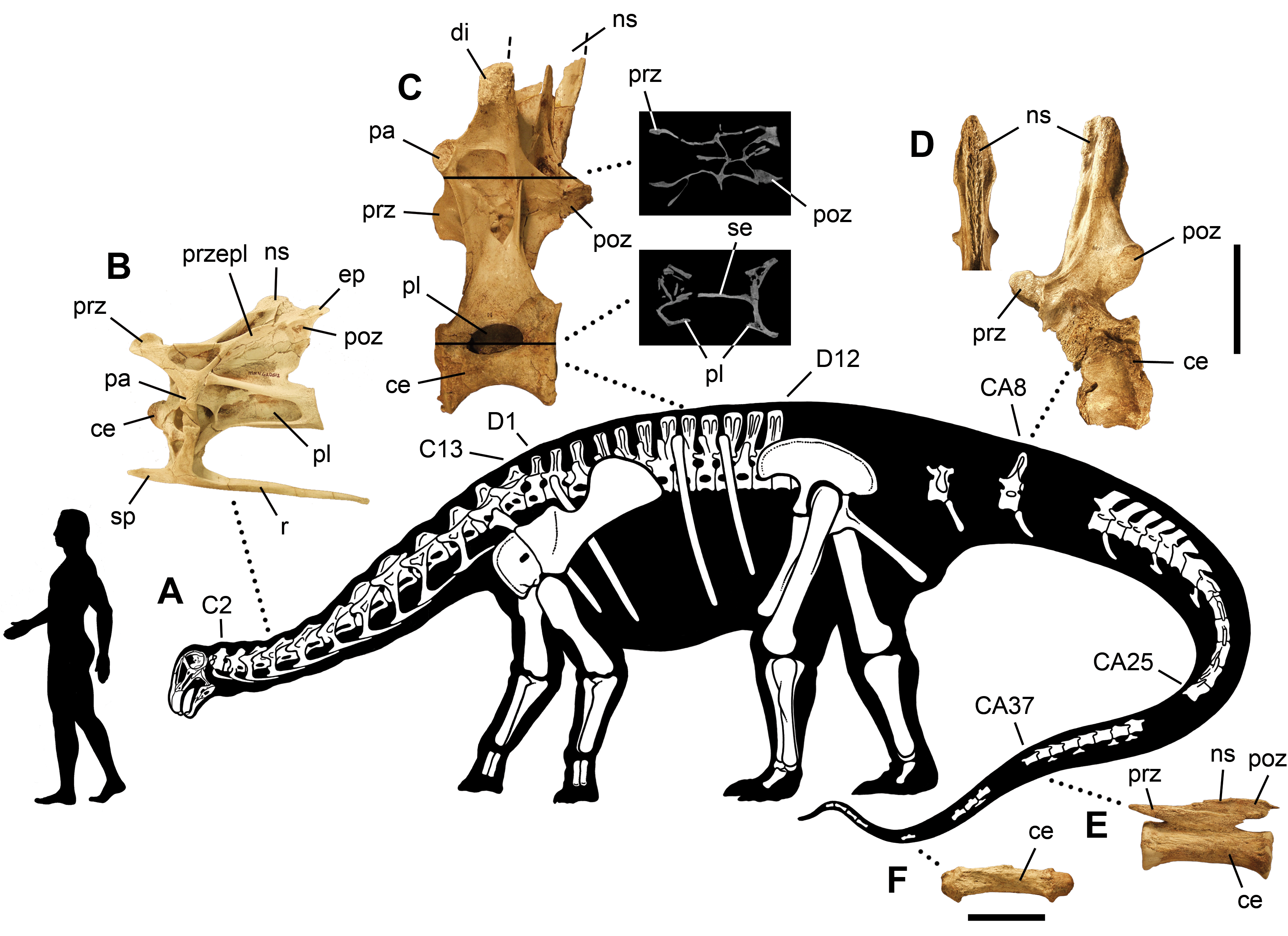
Діаграма, що показує відомі елементи скелету і порівняльні розміри

У 1999 році Пол Серено зі своїми колегами зробив найдетальніший опис нігерзавра, грунтуючись на залишках декількох знайдених у той час особин. У тій же самій науковій статті він дав ім'я іншому завроподу з відкладень Нігеру — джобарії. Родова назва «нігерзавр» дана за назвою країни, де знайшли залишки, а видову назву taqueti було дано на честь згаданого вище французького науковця Філіпа Таке, першого фахівця, який організував великі палеонтологічні експедиції в Нігер. Типовий екземпляр нігерзавра — MNN GAD512 — включає в себе частину черепа і скам'янілості шиї. Залишки кінцівок і лопатки, знайдені поблизу, віднесли до того ж екземпляра. Зараз всі ці скам'янілості зберігаються в Національному музеї Нігерії.
2005 року Пол Серено і Джеффрі Вілсон опублікували перший детальний опис черепа і особливостей харчування ящера. 2007 року був опублікований докладний опис кістяка, який спирався на зразок, відкритий на 10 років раніше. З часом скам'янілості, а також реконструйований скелет і пластикова модель голови та шиї були представлені Національному географічному товариству в Вашингтоні. Преса дала нігерзавру прізвисько «корова мезозойської ери», а Пол Серено зазначив, що це найнезвичайніший динозавр з усіх, що він знав. Він порівнював його з Дартом Вейдером і навіть пилососом, а зубний апарат ящера, за словами американця, був схожий на стрічковий конвеєр та загострені клавіші фортепіано.
Зуби, схожі на зуби нігерзавра, були знайдені на острові Вайт і в Бразилії, проте невідомо, чи належали вони родинному таксону або титанозавру, чиї залишки були виявлені поблизу. Нижня щелепа була приписана титанозавриду антарктозавру, який нагадував нігерзавра, хоча розвивався конвергентно.

## Систематика
У першому науковому описі, датованому 1976 роком, нігерзавр був класифікований як представник дікреозаврових, але 1999 року Пол Серено відніс його до диплодокоїдів, а саме — до родини Rebbachisauridae. Rebbachisauridae — найбільша базальна група надродини диплодокоїдів, яка також включає довгошиїх диплодокових і короткошиїх дикреозаврів. Підродина Nigersaurinae, що включає власне нігерзавра і його близьких родичів, отримала свою назву завдяки палеонтологові Джону А. Вітлоку в 2011 році. Нижче наведена кладограма згідно з дослідженнями 2013 року Федеріко Фанти та його колег, які визнали нігерзавра базальним представником родини Rebbachisauridae з підродини Nigersaurinae.
|  | Rayososaurus                                                          |
|  |                                                                       |
|  | Rebbachisaurus                                                        |
|  |                                                                       |
|  | \| \| Cathartesaura[en] \| \| \| \| \| \| Limaysaurus[en] \| \| \| \| |
|  |                                                                       |
|  | Cathartesaura                                                         |
|  |                                                                       |
|  | Limaysaurus                                                           |
|  |                                                                       |

|  | Cathartesaura |
|  |               |
|  | Limaysaurus   |
|  |               |

|  | Nigersaurus                                                      |
|  |                                                                  |
|  | \| \| Demandasaurus \| \| \| \| \| \| Tataouinea[en] \| \| \| \| |
|  |                                                                  |
|  | Demandasaurus                                                    |
|  |                                                                  |
|  | Tataouinea                                                       |
|  |                                                                  |

|  | Demandasaurus |
|  |               |
|  | Tataouinea    |
|  |               |

|  | Rayososaurus                                                          |
|  |                                                                       |
|  | Rebbachisaurus                                                        |
|  |                                                                       |
|  | \| \| Cathartesaura[en] \| \| \| \| \| \| Limaysaurus[en] \| \| \| \| |
|  |                                                                       |
|  | Cathartesaura                                                         |
|  |                                                                       |
|  | Limaysaurus                                                           |
|  |                                                                       |

|  | Cathartesaura |
|  |               |
|  | Limaysaurus   |
|  |               |

|  | Nigersaurus                                                      |
|  |                                                                  |
|  | \| \| Demandasaurus \| \| \| \| \| \| Tataouinea[en] \| \| \| \| |
|  |                                                                  |
|  | Demandasaurus                                                    |
|  |                                                                  |
|  | Tataouinea                                                       |
|  |                                                                  |

|  | Demandasaurus |
|  |               |
|  | Tataouinea    |
|  |               |

|  | Rayososaurus                                                          |
|  |                                                                       |
|  | Rebbachisaurus                                                        |
|  |                                                                       |
|  | \| \| Cathartesaura[en] \| \| \| \| \| \| Limaysaurus[en] \| \| \| \| |
|  |                                                                       |
|  | Cathartesaura                                                         |
|  |                                                                       |
|  | Limaysaurus                                                           |
|  |                                                                       |

|  | Cathartesaura |
|  |               |
|  | Limaysaurus   |
|  |               |

|  | Nigersaurus                                                      |
|  |                                                                  |
|  | \| \| Demandasaurus \| \| \| \| \| \| Tataouinea[en] \| \| \| \| |
|  |                                                                  |
|  | Demandasaurus                                                    |
|  |                                                                  |
|  | Tataouinea                                                       |
|  |                                                                  |

|  | Demandasaurus |
|  |               |
|  | Tataouinea    |
|  |               |

|  | Rayososaurus                                                          |
|  |                                                                       |
|  | Rebbachisaurus                                                        |
|  |                                                                       |
|  | \| \| Cathartesaura[en] \| \| \| \| \| \| Limaysaurus[en] \| \| \| \| |
|  |                                                                       |
|  | Cathartesaura                                                         |
|  |                                                                       |
|  | Limaysaurus                                                           |
|  |                                                                       |

|  | Cathartesaura |
|  |               |
|  | Limaysaurus   |
|  |               |

|  | Nigersaurus                                                      |
|  |                                                                  |
|  | \| \| Demandasaurus \| \| \| \| \| \| Tataouinea[en] \| \| \| \| |
|  |                                                                  |
|  | Demandasaurus                                                    |
|  |                                                                  |
|  | Tataouinea                                                       |
|  |                                                                  |

|  | Demandasaurus |
|  |               |
|  | Tataouinea    |
|  |               |

|  | Rayososaurus                                                          |
|  |                                                                       |
|  | Rebbachisaurus                                                        |
|  |                                                                       |
|  | \| \| Cathartesaura[en] \| \| \| \| \| \| Limaysaurus[en] \| \| \| \| |
|  |                                                                       |
|  | Cathartesaura                                                         |
|  |                                                                       |
|  | Limaysaurus                                                           |
|  |                                                                       |

|  | Cathartesaura |
|  |               |
|  | Limaysaurus   |
|  |               |

|  | Nigersaurus                                                      |
|  |                                                                  |
|  | \| \| Demandasaurus \| \| \| \| \| \| Tataouinea[en] \| \| \| \| |
|  |                                                                  |
|  | Demandasaurus                                                    |
|  |                                                                  |
|  | Tataouinea                                                       |
|  |                                                                  |

|  | Demandasaurus |
|  |               |
|  | Tataouinea    |
|  |               |

|  | Rayososaurus                                                          |
|  |                                                                       |
|  | Rebbachisaurus                                                        |
|  |                                                                       |
|  | \| \| Cathartesaura[en] \| \| \| \| \| \| Limaysaurus[en] \| \| \| \| |
|  |                                                                       |
|  | Cathartesaura                                                         |
|  |                                                                       |
|  | Limaysaurus                                                           |
|  |                                                                       |

|  | Cathartesaura |
|  |               |
|  | Limaysaurus   |
|  |               |

|  | Nigersaurus                                                      |
|  |                                                                  |
|  | \| \| Demandasaurus \| \| \| \| \| \| Tataouinea[en] \| \| \| \| |
|  |                                                                  |
|  | Demandasaurus                                                    |
|  |                                                                  |
|  | Tataouinea                                                       |
|  |                                                                  |

|  | Demandasaurus |
|  |               |
|  | Tataouinea    |
|  |               |

|  | Rayososaurus                                                          |
|  |                                                                       |
|  | Rebbachisaurus                                                        |
|  |                                                                       |
|  | \| \| Cathartesaura[en] \| \| \| \| \| \| Limaysaurus[en] \| \| \| \| |
|  |                                                                       |
|  | Cathartesaura                                                         |
|  |                                                                       |
|  | Limaysaurus                                                           |
|  |                                                                       |

|  | Cathartesaura |
|  |               |
|  | Limaysaurus   |
|  |               |

|  | Nigersaurus                                                      |
|  |                                                                  |
|  | \| \| Demandasaurus \| \| \| \| \| \| Tataouinea[en] \| \| \| \| |
|  |                                                                  |
|  | Demandasaurus                                                    |
|  |                                                                  |
|  | Tataouinea                                                       |
|  |                                                                  |

|  | Demandasaurus |
|  |               |
|  | Tataouinea    |
|  |               |

|  | Rayososaurus                                                          |
|  |                                                                       |
|  | Rebbachisaurus                                                        |
|  |                                                                       |
|  | \| \| Cathartesaura[en] \| \| \| \| \| \| Limaysaurus[en] \| \| \| \| |
|  |                                                                       |
|  | Cathartesaura                                                         |
|  |                                                                       |
|  | Limaysaurus                                                           |
|  |                                                                       |

|  | Cathartesaura |
|  |               |
|  | Limaysaurus   |
|  |               |

|  | Nigersaurus                                                      |
|  |                                                                  |
|  | \| \| Demandasaurus \| \| \| \| \| \| Tataouinea[en] \| \| \| \| |
|  |                                                                  |
|  | Demandasaurus                                                    |
|  |                                                                  |
|  | Tataouinea                                                       |
|  |                                                                  |

|  | Demandasaurus |
|  |               |
|  | Tataouinea    |
|  |               |

|  | Rayososaurus                                                          |
|  |                                                                       |
|  | Rebbachisaurus                                                        |
|  |                                                                       |
|  | \| \| Cathartesaura[en] \| \| \| \| \| \| Limaysaurus[en] \| \| \| \| |
|  |                                                                       |
|  | Cathartesaura                                                         |
|  |                                                                       |
|  | Limaysaurus                                                           |
|  |                                                                       |

|  | Cathartesaura |
|  |               |
|  | Limaysaurus   |
|  |               |

|  | Nigersaurus                                                      |
|  |                                                                  |
|  | \| \| Demandasaurus \| \| \| \| \| \| Tataouinea[en] \| \| \| \| |
|  |                                                                  |
|  | Demandasaurus                                                    |
|  |                                                                  |
|  | Tataouinea                                                       |
|  |                                                                  |

|  | Demandasaurus |
|  |               |
|  | Tataouinea    |
|  |               |

|  | Rayososaurus                                                          |
|  |                                                                       |
|  | Rebbachisaurus                                                        |
|  |                                                                       |
|  | \| \| Cathartesaura[en] \| \| \| \| \| \| Limaysaurus[en] \| \| \| \| |
|  |                                                                       |
|  | Cathartesaura                                                         |
|  |                                                                       |
|  | Limaysaurus                                                           |
|  |                                                                       |

|  | Cathartesaura |
|  |               |
|  | Limaysaurus   |
|  |               |

|  | Nigersaurus                                                      |
|  |                                                                  |
|  | \| \| Demandasaurus \| \| \| \| \| \| Tataouinea[en] \| \| \| \| |
|  |                                                                  |
|  | Demandasaurus                                                    |
|  |                                                                  |
|  | Tataouinea                                                       |
|  |                                                                  |

|  | Demandasaurus |
|  |               |
|  | Tataouinea    |
|  |               |

|  | Rayososaurus                                                          |
|  |                                                                       |
|  | Rebbachisaurus                                                        |
|  |                                                                       |
|  | \| \| Cathartesaura[en] \| \| \| \| \| \| Limaysaurus[en] \| \| \| \| |
|  |                                                                       |
|  | Cathartesaura                                                         |
|  |                                                                       |
|  | Limaysaurus                                                           |
|  |                                                                       |

|  | Cathartesaura |
|  |               |
|  | Limaysaurus   |
|  |               |

|  | Nigersaurus                                                      |
|  |                                                                  |
|  | \| \| Demandasaurus \| \| \| \| \| \| Tataouinea[en] \| \| \| \| |
|  |                                                                  |
|  | Demandasaurus                                                    |
|  |                                                                  |
|  | Tataouinea                                                       |
|  |                                                                  |

|  | Demandasaurus |
|  |               |
|  | Tataouinea    |
|  |               |

|  | Rayososaurus                                                          |
|  |                                                                       |
|  | Rebbachisaurus                                                        |
|  |                                                                       |
|  | \| \| Cathartesaura[en] \| \| \| \| \| \| Limaysaurus[en] \| \| \| \| |
|  |                                                                       |
|  | Cathartesaura                                                         |
|  |                                                                       |
|  | Limaysaurus                                                           |
|  |                                                                       |

|  | Cathartesaura |
|  |               |
|  | Limaysaurus   |
|  |               |

|  | Nigersaurus                                                      |
|  |                                                                  |
|  | \| \| Demandasaurus \| \| \| \| \| \| Tataouinea[en] \| \| \| \| |
|  |                                                                  |
|  | Demandasaurus                                                    |
|  |                                                                  |
|  | Tataouinea                                                       |
|  |                                                                  |

|  | Demandasaurus |
|  |               |
|  | Tataouinea    |
|  |               |

|  | Rayososaurus                                                          |
|  |                                                                       |
|  | Rebbachisaurus                                                        |
|  |                                                                       |
|  | \| \| Cathartesaura[en] \| \| \| \| \| \| Limaysaurus[en] \| \| \| \| |
|  |                                                                       |
|  | Cathartesaura                                                         |
|  |                                                                       |
|  | Limaysaurus                                                           |
|  |                                                                       |

|  | Cathartesaura |
|  |               |
|  | Limaysaurus   |
|  |               |

|  | Nigersaurus                                                      |
|  |                                                                  |
|  | \| \| Demandasaurus \| \| \| \| \| \| Tataouinea[en] \| \| \| \| |
|  |                                                                  |
|  | Demandasaurus                                                    |
|  |                                                                  |
|  | Tataouinea                                                       |
|  |                                                                  |

|  | Demandasaurus |
|  |               |
|  | Tataouinea    |
|  |               |

|  | Rayososaurus                                                          |
|  |                                                                       |
|  | Rebbachisaurus                                                        |
|  |                                                                       |
|  | \| \| Cathartesaura[en] \| \| \| \| \| \| Limaysaurus[en] \| \| \| \| |
|  |                                                                       |
|  | Cathartesaura                                                         |
|  |                                                                       |
|  | Limaysaurus                                                           |
|  |                                                                       |

|  | Cathartesaura |
|  |               |
|  | Limaysaurus   |
|  |               |

|  | Nigersaurus                                                      |
|  |                                                                  |
|  | \| \| Demandasaurus \| \| \| \| \| \| Tataouinea[en] \| \| \| \| |
|  |                                                                  |
|  | Demandasaurus                                                    |
|  |                                                                  |
|  | Tataouinea                                                       |
|  |                                                                  |

|  | Demandasaurus |
|  |               |
|  | Tataouinea    |
|  |               |

|  | Rayososaurus                                                          |
|  |                                                                       |
|  | Rebbachisaurus                                                        |
|  |                                                                       |
|  | \| \| Cathartesaura[en] \| \| \| \| \| \| Limaysaurus[en] \| \| \| \| |
|  |                                                                       |
|  | Cathartesaura                                                         |
|  |                                                                       |
|  | Limaysaurus                                                           |
|  |                                                                       |

|  | Cathartesaura |
|  |               |
|  | Limaysaurus   |
|  |               |

|  | Nigersaurus                                                      |
|  |                                                                  |
|  | \| \| Demandasaurus \| \| \| \| \| \| Tataouinea[en] \| \| \| \| |
|  |                                                                  |
|  | Demandasaurus                                                    |
|  |                                                                  |
|  | Tataouinea                                                       |
|  |                                                                  |

|  | Demandasaurus |
|  |               |
|  | Tataouinea    |
|  |               |

|  | Rayososaurus                                                          |
|  |                                                                       |
|  | Rebbachisaurus                                                        |
|  |                                                                       |
|  | \| \| Cathartesaura[en] \| \| \| \| \| \| Limaysaurus[en] \| \| \| \| |
|  |                                                                       |
|  | Cathartesaura                                                         |
|  |                                                                       |
|  | Limaysaurus                                                           |
|  |                                                                       |

|  | Cathartesaura |
|  |               |
|  | Limaysaurus   |
|  |               |

|  | Nigersaurus                                                      |
|  |                                                                  |
|  | \| \| Demandasaurus \| \| \| \| \| \| Tataouinea[en] \| \| \| \| |
|  |                                                                  |
|  | Demandasaurus                                                    |
|  |                                                                  |
|  | Tataouinea                                                       |
|  |                                                                  |

|  | Demandasaurus |
|  |               |
|  | Tataouinea    |
|  |               |

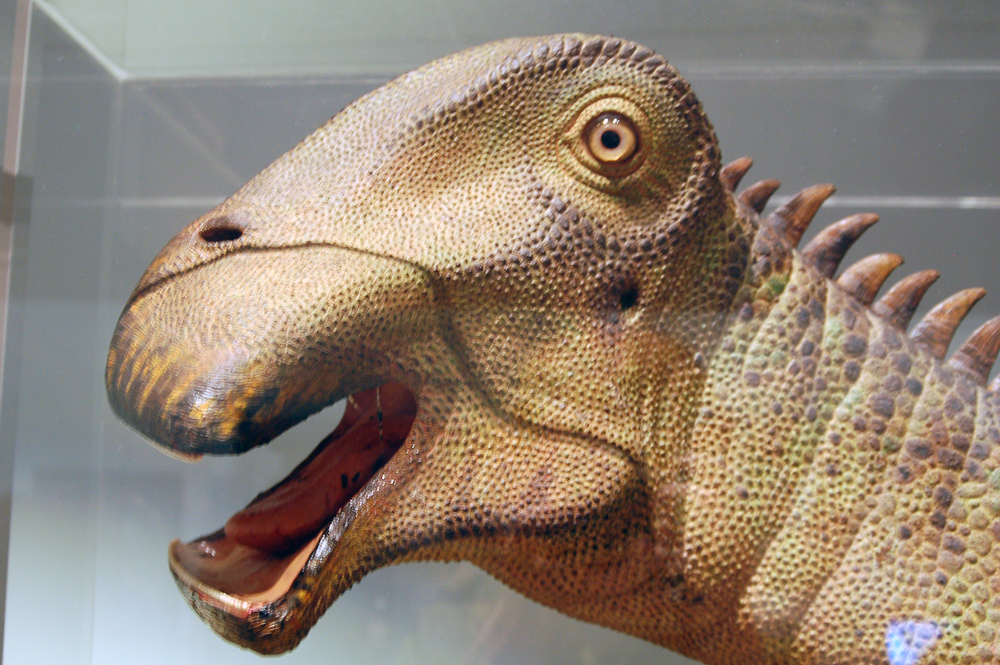
Модель голови в Австралійському музеї, Сідней

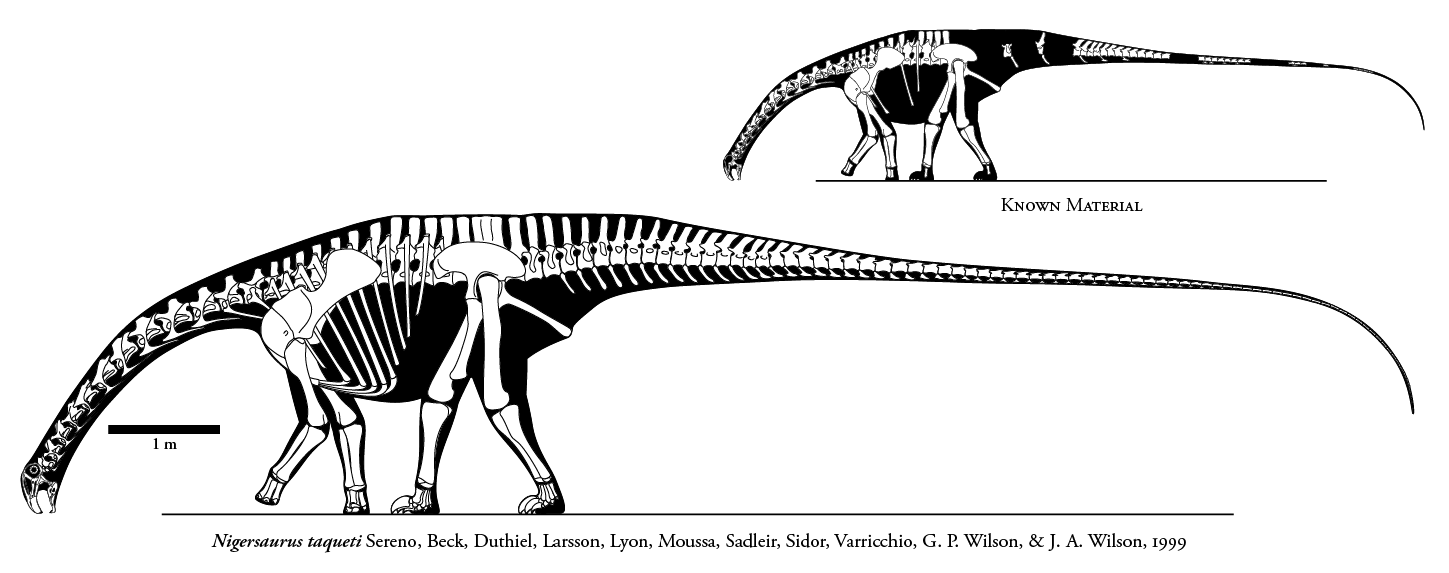
Повна реконструкція скелета

2003 року був описаний близький родич нігерзавра, вид Demandasaurus darwini з відкладень Іспанії. Це відкриття, так само як і відкриття інших груп тварин, які населяли Африку і Європу в епоху крейди, говорить про те, що ці ділянки сухдолу були з'єднані карбонатними платформами що проходили через океан Тетіс. Ще одним підтвердженням цього факту стало відкриття в 2013 році у відкладеннях Тунісу нігерзаврина Tataouinea, родинно ближчого європейським формам, ніж нігерзавру, незважаючи на те що той мешкав на території сучасної Африки, яка тоді була частиною суперконтиненту Гондвана. Відкриття цих базальних диплодокоїдів може означати, що коротка шия і невеликі розміри тіла були спадковими ознаками цієї групи. Пневматизація скелетів у динозаврів з родини Rebbachisauridae розвивалася поступово, найбільш інтенсивну форму цей розвиток набув з моменту появи ящерів з підродини Nigersaurinae.

## Палеобіологія

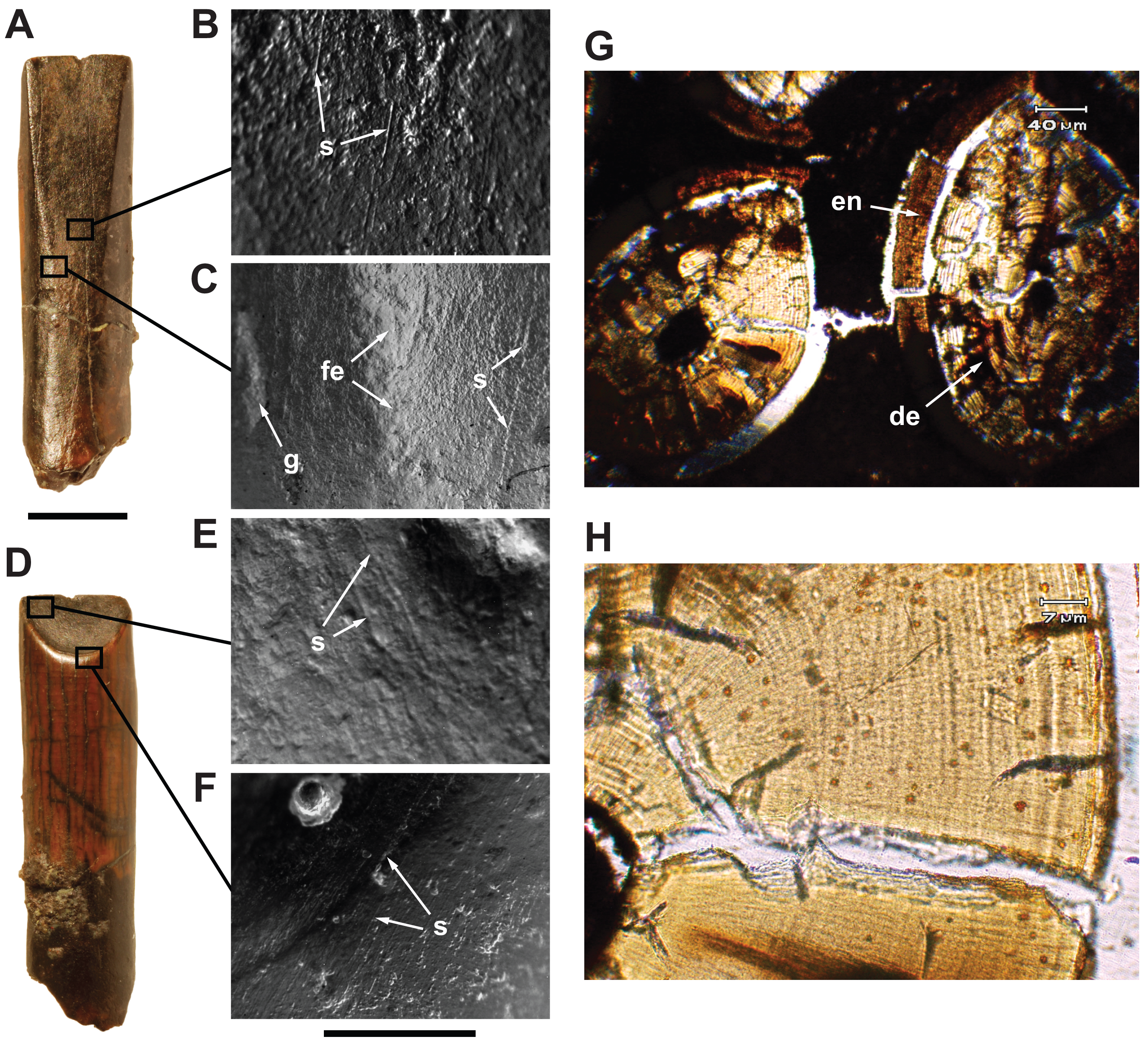
Форма коронок зубів, характер зносу і мікроструктура зубів

Пол Серено і його колеги припускають, що нігерзавр був присадкуватим, невибагливим у виборі їжі травоїдним. Ширина морди і особливості розташування зубного ряду вказують на те, що цей завропод міг зривати велику кількість рослинності за один раз, тримаючи голову на відстані приблизно одного метра від поверхні землі. Також на користь цього говорить наявність суглобової поверхні на губній (тобто зовнішньої, або передній) стороні верхньощелепних зубів, схожої на ту, що була у дикреозавра і диплодока. Її наявність свідчить про те, що під час харчування зуби ящера стиралися і зношувалися. Коронки зубів на внутрішній стороні верхньої щелепи у цього динозавра розташовувалися під низьким кутом, впритул один до одного, внаслідок чого радіус руху щелеп був обмежений — вони могли переміщатися лише по вертикальній траєкторії. Зношені нижньощелепні зуби поки не вдавалося виявити. Як було сказано вище, нігерзавр мав порівняно коротку шию, внаслідок чого він не міг харчуватися листям з високорослих рослин, на відміну від інших діплодокоїдів.

### Дієта та харчування

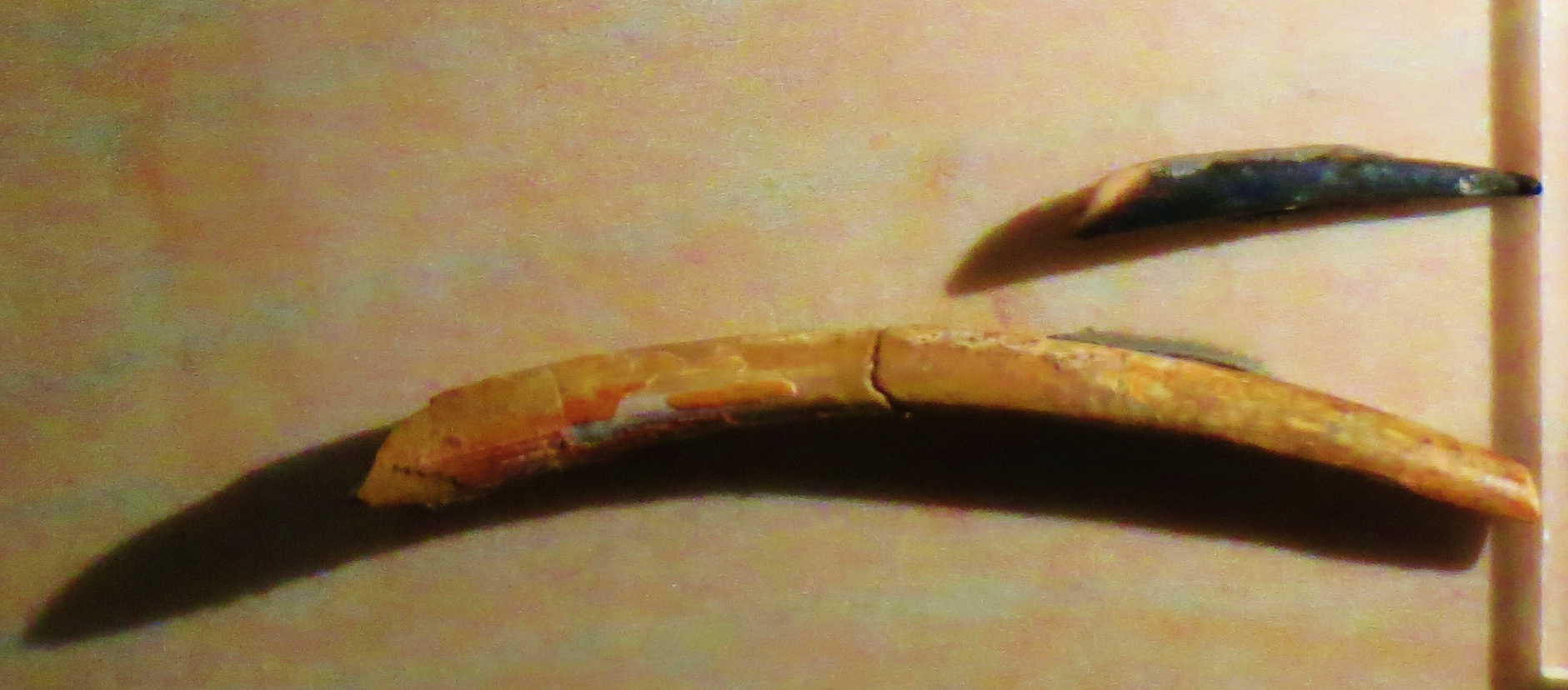
Зуби двох особин різних вікових груп, Венеційський музей природничої історії

Привідний м'яз щелепи у нігерзавра кріпився до квадратної кістки. Даний м'яз, так само як і інші жувальні м'язи, ймовірно, був слабким, і сила укусу у нігерзавра була однією з найнижчих серед усіх завроподів. Ба більше, на скам'янілих зубах ящера палеонтологи знаходили лише невеликі подряпини (вони були залишені рослинами, які накопичують кремній, які вживалися рідше більш досконалими травоїдними), а це дозволяє припустити, що нігерзавр харчувався м'якою рослинністю, зокрема, низькорослими папоротями. Зуби нігерзавра зношувалися швидше, ніж у будь-якого іншого травоїдного динозавра, а тому швидкість заміщення зубів була вищою. Згідно з даними, опублікованими 2013 року, кожен зуб заміщався раз на 14 днів (колишня оцінка становила 30 днів). Завроподи з меншою швидкістю заміщення зубів і ширшими зубними коронками, навпаки, харчувалися листям з крон дерев.

### Мозок
Хоча нігерзавр мав великі ніздрі, у нього був поганий нюх, що пов'язано з недорозвиненим нюховим відділом мозку. Відношення маси мозку до загальної маси його тіла було середнім за мірками рептилій і поступалося такому показнику у птахотазових динозаврів і карнозаврів. Кінцевий мозок займав близько 30 % обсягу всього мозку, як і у багатьох інших динозаврів. Американський палеохудожник Марк Галлетт і палеонтолог Метью Ведель стверджували у 2016 році, що хоча завроподи в цілому могли використовувати свої довгі шиї для виявлення хижаків здалеку, це не стосувалося короткошиїх негрозаврів. Вони звернули увагу на те, що очі нігерзавра були розміщені ближче до верхівки черепа, ніж у більшості інших завроподів, що давало йому кут огляду, що перетинався. Його поле зору становило б близько 360 градусів, а надчутливість до рухів була б важливою для вразливої тварини-здобичі.

### Положення голови

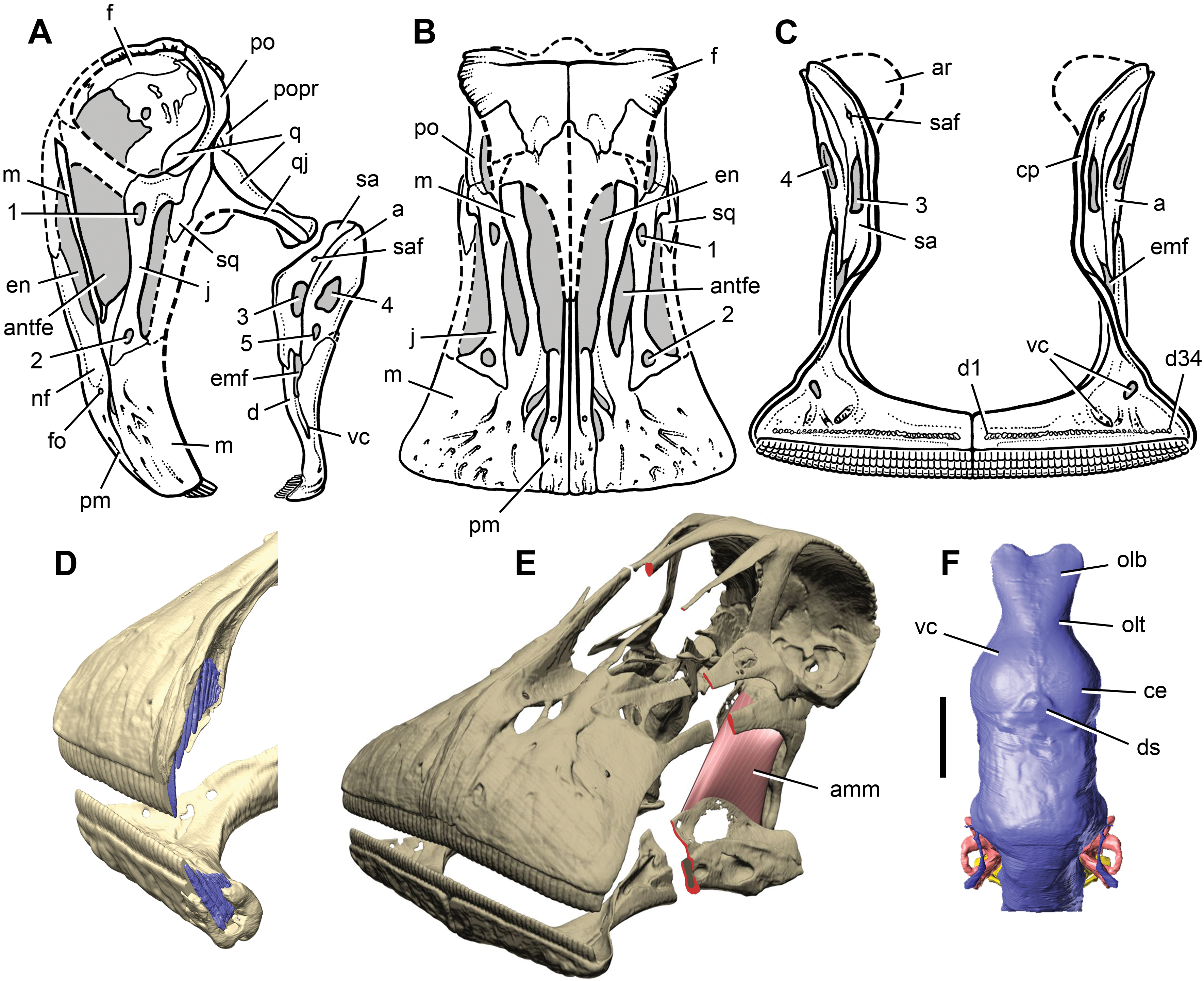
Реконструкція черепа, щелепи, дентальної батареї і мозку

На основі мікротомографічних сканів краніальних (черепних) елементів типового екземпляра Серено та його колеги створили модель («прототип») черепа нігерзавра для подальших досліджень. Вони також зробили ендокран мозку і відсканували напівкруглі канали внутрішнього вуха, які, за їхніми припущеннями, були розташовані горизонтально. У своїх дослідженнях 2007 року вони стверджували, що будова потилиці та шийних хребців обмежувало радіус руху шиї і кут повороту голови. Спираючись на результатах цього біомеханічного аналізу, група палеонтологів прийшла до висновку, що голова і морда у нігерзавра зазвичай розташовувалися під нахилом 67° донизу, близько до поверхні землі, завдяки чому тварині було зручно зривати низькорослу рослинність. Натомість у інших завроподів положення голови було зазвичай ближче до горизонтального.
2009 року науковці Майк Тейлор Метью Ведел і Даррен Нейш прийшли до висновку, що нігерзавр був здатний їсти, тримаючи голову нахиленою вниз, при цьому шия залишалася в такому положенні, яке було описано в дослідженнях 2007 року. Однак ці палеонтологи поставили під сумнів той факт, що це була звичайна поза тварини. Вони відзначали, що положення голови і шиї у сучасних тварин не завжди відповідає їхній звичній поставі. Далі вони стверджували, що положення півколових каналів у нинішніх видів також може значно відрізнятися, а отже за ними не можна точно визначити положення голови. Ця гіпотеза була підтверджена дослідженнями 2013 року, в яких було сказано, що методи Серено і його колег неточні, а нігерзавр насправді тримав голову так само, як і інші представники завроподів.

## Середовище проживання
Формація Ельрхаз складається переважно з пісковику, форми рельєфу низькі, флювіальні чимало з них занесені піщаними дюнами. Відклади мають грубу або дрібнозернисту форму, горизонти формації майже не мають чітких меж. Нігерзавр проживав на території сучасної Республіки Нігер у часовому відрізку між 115 і 105 млн років тому, в аптську та альбську добу середнього крейдяного періоду. Швидше за все, в його середовищі існування переважали заплави річок. Після представника ігуанодонтів лурдузавра нігерзавр був найпоширенішим травоїдним великих розмірів в цьому регіоні. Серед інших рослиноїдних із тієї формації можна назвати уранозавра, Elrhazosaurus, а також ще неназваного палеонтологами представника титанозаврів. Нігерзавр жив поруч із такими тероподами, як криптопс, зухомім, Eocarcharia, а також із динозаврами родини Noasauridae, які ще не отримали наукову назву. Також в тих місцях жили деякі крокодиломорфи: саркозух, Anatosuchus, Araripesuchus і Stolokrosuchus. Крім того, даний регіон в ту епоху населяли птерозаври, черепахи, риби, акули з родини Hybodontidae та прісноводні двостулкові молюски. До настання пізньої крейди трави не існувало, тому нігерзавр харчувався папоротями, хвощами і квітковими. Швидше за все, він не вживав у їжу хвойні і цикадові через їхню висоту і жорсткість, так само як і водні рослини через недоступність середовища, в якому вони росли.